# Déborah Rodríguez
Déborah Lizeth Rodríguez Guelmo (nascida em 2 de Dezembro de 1992 em Montevidéu) é uma atleta e modelo uruguaia. Ela também é irmã gêmea do jogador de futebol Ángel Rodríguez.

## Modelagem
Em janeiro de 2013, Rodríguez assinou com uma agência de modelos de Fernando Cristino chamada “Cristino Management”.